# Cotesia abjecta
Cotesia abjecta är en stekelart som först beskrevs av Marshall 1885.  Cotesia abjecta ingår i släktet Cotesia och familjen bracksteklar. Inga underarter finns listade i Catalogue of Life.